# Jiří Král
Jiří Král (Mělník, 8 luglio 1981) è un pallavolista ceco.